# Ljustjärnen (Vänjans socken, Dalarna)
Ljustjärnen är en sjö i Mora kommun i Dalarna och ingår i Dalälvens huvudavrinningsområde. Sjön har en area på 0,0546 kvadratkilometer och ligger 246,9 meter över havet.

## Delavrinningsområde
Ljustjärnen ingår i det delavrinningsområde (673536-140776) som SMHI kallar för Ovan Lödran. Medelhöjden är 310 meter över havet och ytan är 17,24 kvadratkilometer. Räknas de 189 avrinningsområdena uppströms in blir den ackumulerade arean 2 116,05 kvadratkilometer. Vanån som avvattnar avrinningsområdet har biflödesordning 3, vilket innebär att vattnet flödar genom totalt 3 vattendrag innan det når havet efter 345 kilometer. Avrinningsområdet består mestadels av skog (70 procent) och sankmarker (17 procent). Avrinningsområdet har 0,06 kvadratkilometer vattenytor vilket ger det en sjöprocent på 0,3 procent.